# Вулиця Івана Мазепи (Кременчук)
Вулиця Івана Мазепи — одна з вулиць Кременчука. Протяжність близько 1500 метрів. До 18 лютого 2016 року мала ім'я Афанасія Бутиріна. Колишня Єленська, в честь Великої княжни Єлени, династії Романових. 

## Розташування
Вулиця розташована в центральній і північній частинах міста. Починається з вул. Перемоги та прямує на північний схід, де входить у вул. Лікаря О. Богаєвського.
Проходить крізь такі вулиці (з початку вулиці до кінця):
- Ігоря Сердюка
- 29 Вересня
- Троїцька
- Небесної Сотні
- Шевченка
- Левка Лук'яненка

## Опис
Вулиця розташована в спальній частині міста. На вулиці відсутній інтенсивний рух транспорту.

## Будівлі та об'єкти
- Буд. № 8 — Обласна станція переливання крові[5].
- Буд. № 8-Б -- Школа іноземних мов "ЛІНГВА"
- Буд. № 15 — Готель «Онтаріо»[3]
- Буд. № 26 — Поліклініка № 1.
- Буд. № 39 — Міська ветеринарна лікарня[6].